# Der Püller

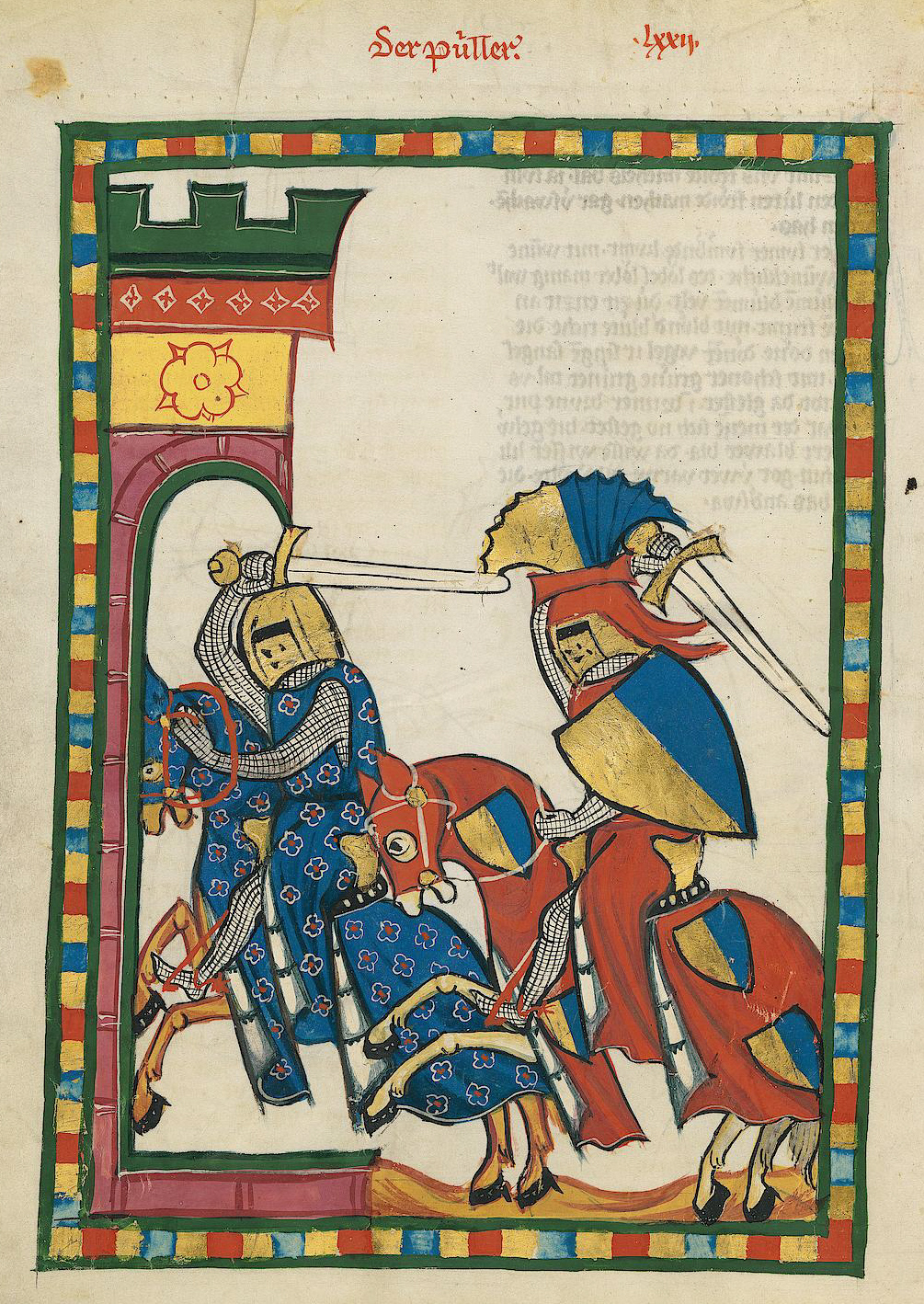
Der Püller in der Darstellung des Codex Manesse (um 1300)

Der Püller war ein Minnesänger, der in die zweite Hälfte des 13. Jahrhunderts eingeordnet wird. Er wird oft mit Konrad von Hohenburg (* spätestens 1255; † spätestens 1316) identifiziert, welcher in verschiedenen Dokumenten zwischen 1262 und 1316 belegt ist.

## Der Name
Die Familie von Hohenburg nannte sich nach der Hohenburg im elsässischen Wasgau und führte wohl seit der ersten Hälfte des 13. Jahrhunderts den Beinamen Puller. Es ist nicht bekannt, auf welche Weise die Familie zu diesem Namen gekommen ist. Der von 1236 bis 1241 erwähnte Gotfridus dictus Pullaere, ein Heerführer Kaiser Friedrichs II., wird als erster bekannter Vertreter des Geschlechts angesehen. Eine Vermutung geht dahin, dass die Familie in Apulien (mittelhochdeutsch Pülle) kämpfte und so den Beinamen Puller in der Bedeutung (A)pulier erhielt. Andernorts wird vermutet, der Name wäre eine Abwandlung von Polterer und gehe auf den aufbrausenden Charakter des Geschlechts zurück. Allerdings sind das Verb poltern bzw. verwandte Formen erst spätmittelhochdeutsch belegt.

## Identifizierung
Als wichtiger Beleg neben dem Namen für die Zugehörigkeit zu dem Geschlecht der Hohenburger wird der von Gold und Blau geteilte Wappenschild des Püllers auf der zugehörigen Abbildung im Codex Manesse angeführt. Das Wappen der Puller von Hohenburg ist auf mehreren Abbildungen in ganz ähnlicher Form überliefert, nämlich von Gold und Blau geteilt, hinten mit einem sechszackigen goldenen Stern. Ein weiterer Hinweis ist die in einem Lied des Püllers ausgedrückte Sehnsucht nach dem Rhein und dem Elsass. Mit welcher konkreten Person aus dem Geschlecht der Puller von Hohenburg der Minnesänger zu identifizieren ist, bleibt offen. Für das 13. Jahrhundert kommen jedoch nur wenige Personen in Frage.
Die Gleichsetzung des Püllers mit Konrad von Hohenburg geht auf Johann Georg Lehmann zurück. Lehmann nahm an, dass der im Lied erwähnte König Rudolf von Habsburg sei und legte den zeitlichen Bezug eines der Lieder, dessen Lyrisches Ich sich in Wien verortet, auf die Feldzüge von 1276/78. Zwei Feldzüge Rudolfs I. gegen Ottokar II. Přemysl gewannen Wien für die Habsburger. Allerdings urkundete Konrad von Hohenburg im Sommer 1278 mehrfach im Elsass fast zeitgleich zur Schlacht auf dem Marchfeld und hat daher an dieser Schlacht nicht teilgenommen. Heinrich, den Bruder Konrads von Hohenburg, versucht Lehmann auszuschließen.
Die Brüder Konrad und Heinrich von Hohenburg wurden 1262 erstmals in einem Dokument erwähnt. Konrad trat im März 1273 als Burgmann in den Dienst des Herzogs Friedrich III. von Lothringen. Da dieser Posten nur an volljährige Männer vergeben wurde, wird seine Geburt zwischen den Jahren 1250 und 1255 vermutet. Im Jahr 1278 wurde er viermal in verschiedenen Regesten als Schiedsmann bezeugt. Das Siegel Konrads von Hohenburg taucht einige weitere Male an verschiedenen Urkunden auf. Ein Erbteilungsvertrag der beiden Söhne Konrads von Hohenburg, Konrad und Johannes, vom 3. Juni 1316 nennt den Vater als verstorben.

## Lieder
Unter dem Namen „Der Püller“ sind im Codex Manesse neben einer prächtigen Abbildung des geharnischten Püllers im Anritt gegen eine Festung 14 Strophen in fünf Liedern überliefert. Das zweite Lied besteht aus zwei Strophen, wobei der Schreiber dieser Lieder sechs Zeilen am Ende frei ließ. Die übrigen vier Lieder sind dreistrophig gebaut.
In der Sekundärliteratur wird dem Püller immer wieder ein  Bezug auf Gottfried von Neifen zugeschrieben. Die formalen Abweichungen von der klassischen Kanzone und einzelne Motive wie der „mvnt“, der so „rosen var“ ist, gleichen dem Stil Gottfrieds von Neifen. Eine Eigenheit des Püllers lässt sich beim Thema erkennen; dieses weicht vom klassischen Thema der Minne und auch von Neifens Stil ab.

### Thema der Lieder
In den ersten beiden Liedern betrauert der Püller die unerwiderte Liebe einer Angebeteten und bittet sie um Erlösung seiner Qualen durch einen Kuss. Erhört sie ihn nicht, muss er nach dem Tod streben. In der Tradition des klassischen Minnesangs ist die Angebetete hier eine Unbekannte. Das dritte Lied kann sowohl der Verehrung dieser Frau als auch der Kritik an seinem König, der ihn von ihr fernhält, zugeordnet werden. Eine thematische Besonderheit der letzten zwei Lieder zeigt sich darin, dass der Minnesänger diese nicht einer höher stehenden Dame widmet. Der Püller schreibt als Minnesänger an seine zu Hause im „elsasen lant“ am „rin“ gebliebene Geliebte. Der Püller betrauert die Entfernung zu seiner Geliebten, deren „wibes guote“ und „roten mvnt“ er stetig lobt. Zudem wirft er dem König vor, ihn viel zu lange von ihr fernzuhalten. Er selbst scheint in einem „froemden lande“ zu sein. Er spricht in seinen Liedern von „oesterrich, wiene“ und dem „vngerlant“. Hier lassen sich Bezüge zu einem Ritter auf einem Kriegszug erkennen. Diese Nennung von spezifischen Ortsnamen ist eine weitere Abweichung von der klassischen Minne. Die Lieder bekommen dadurch einen starken Bezug zur Realität.
Alle fünf Lieder des Püllers werden durch einen Natureingang eingeleitet. Davon haben das erste, dritte und fünfte einen Sommereingang, das zweite und vierte einen Wintereingang.

### Form
Die Form der Lieder variiert stark. Keines der fünf Lieder ist nach demselben Prinzip aufgebaut. Das erste Lied ist nach der klassischen Kanzonenform gebaut. In den nächsten beiden Liedern sind leichte Variationen zu erkennen. Im zweiten Lied gleichen sich die beiden Stollen im Aufgesang in Bezug auf das Reimschema nicht exakt. Die Struktur des Liedes kann folgendermaßen formalisiert werden: [2a 2a 5b / 2c 2c 5b // 5d 2d 7b].
Die Variation im dritten Lied bezieht sich auf die Verszahl. Hier sind die einzelnen Strophen aus insgesamt nur sechs Versen aufgebaut. Sowohl die beiden Stollen im Aufgesang, als auch der Abgesang besteht aus jeweils zwei Versen. Die Struktur hier: [4a 4b / 4a 4b // 4c 8c].
Das vierte Lied weist eine Reienstrophe im Stile Neidharts auf.
Auch das fünfte Lied ist eine Abwandlung der klassischen Kanzone. Die beiden Stollen des Aufgesangs sind, was das Metrum angeht, gleich aufgebaut, doch weicht das Reimschema ähnlich dem zweiten Lied leicht ab. Zudem sind leichte Variationen zwischen den einzelnen Strophen zu erkennen; damit ist eine allgemeingültige Formalisierung schwierig. Carl von Kraus gelang es jedoch mit seinem Verständnis für Minnesang in seinem Werk Deutsche Liederdichter des 13. Jahrhunderts auch dieses Lied aufzuschlüsseln. Dieses fünfte Minnelied des Püllers ist, ausgenommen der erste Vers des Abgesangs, aus vierhebigen Vierversstollen aufgebaut, diese Struktur wiederholt sich in jeder Strophe des Liedes.

### Primärliteratur
- Friedrich Heinrich von der Hagen (Hrsg.): Minnesinger. Leipzig 1838, S. II, 69–71, IV, 411.
- Fridrich Pfaff (Hrsg.): Die Große Heidelberger Liederhandschrift. Codex Manesse. 2. Auflage. Heidelberg 1984, S. 836–840.

### Sekundärliteratur
- Helmut de Boor (Hrsg.): Geschichte der deutschen Literatur. Von den Anfängen bis zur Gegenwart: Die deutsche Literatur im späten Mittelalter. Zerfall und Neubeginn, Erster Teil 1250-1350. 3. Auflage. 3. Band. Hamburg 1967, S. 310–311.
- Jakob Franck: Konrad von Hohenburg, genannt Puller. In: Allgemeine Deutsche Biographie (ADB). Band 12, Duncker & Humblot, Leipzig 1880, S. 669–671.
- Bernd Gölzer: Zwei Briefe der Puller von Hohenburg über Steblingen und Utweiler von 1310 und 1340. In: Saarpfalz. Homburg 2013, S. 56–63.
- Der Püller. In: Carl von Kraus (Hrsg.): Deutsche Liederdichter des 13. Jahrhunderts. Tübingen 1958, S. 382–385.
- Johann Georg Lehmann: Dreizehn Burgen des Unter-Elsasses und Bad Niederbronn. Straßburg 1878, S. 105–128. Digitalisat
- Volker Mertens: Der Püller. In: Kurt Ruh (Hrsg.): Die deutsche Literatur des Mittelalters. Verfasserlexikon. 2. Auflage. 7. Band. Berlin/New York 1989, Sp. 910–913.
- Uwe Meves (Hrsg.): Regesten deutscher Minnesänger des 12. und 13. Jahrhunderts. Berlin 2005, S. 759–776.
- Reinhard Müller: Konrad (Püller) von Hohenburg. In: Heinz Rupp, Carl Ludwig Lang (Hrsg.): Deutsches Literatur-Lexikon. Biographisch-Bibliographisches Handbuch. 3. Auflage. 9. Band. Bern 1984, Sp. 224.
- Ingo F. Walther: Konrad von Hohenburg. In: Neue Deutsche Biographie (NDB). Band 12, Duncker & Humblot, Berlin 1980, ISBN 3-428-00193-1, S. 543 f. (Digitalisat).
- Ingo F. Walther (Hrsg.): Codex Manesse. Die Miniaturen der Großen Heidelberger Liederhandschrift. 1. Auflage. Stuttgart/München 1988, S. 170–171.
- Karl Zangemeister (Hrsg.): Die Wappen, Helmzierden und Standarten der Grossen Heidelberger Liederhandschrift (Manesse-Codex). Görlitz 1892, S. 16 f.
- Heinrich Witte: Der letzte Puller von Hohenburg. Ein Beitrag zur politischen und Sittengeschichte des Elsasses und der Schweiz im 15. Jahrhundert sowie zur Genealogie des Geschlechts der Püller. Heitz, Strassburg 1893. Digitalisat